# 血リンパ節
血リンパ節（けつリンパせつ、英: hermal lymph node）は、反芻類にのみ存在するリンパ器官。
リンパ節と類似の内部構造を有するが、輸入リンパ管および輸出リンパ管は存在しない。
血管と連絡しており、リンパ洞内および髄質内にはリンパ球の他に赤血球が存在し、赤色を呈する。
出血リンパ節は末梢領域で出血があった場合に血液がリンパ洞内に侵入し赤色を呈するものであり、血リンパ節と区別する必要がある。